# Hard II Love
Hard II Love è l'ottavo album in studio del cantautore statunitense Usher, pubblicato il 16 settembre 2016 dalla RCA Records.

## Descrizione
In un'intervista con la rivista Rap-Up, il cantautore Eric Bellinger ha dichiarato di essere al lavoro sull'ottavo album di inediti di Usher, insieme a Jermaine Dupri, Bryan-Michael Cox e Brian Alexander Morgan. Bellinger ha paragonato il sound dell'album a Confessions, dichiarando inoltre che l'album sarebbe stato "più urban" di Looking 4 Myself.

## Tracce
1. Need U (feat. Priyanka Chopra) – 4:08
2. Missin U – 4:09
3. No Limit (feat. Young Thug) – 3:48
4. Bump – 4:07
5. Let Me – 3:09
6. Down Time – 3:28
7. Crash – 3:31
8. Make U a Believer – 4:06
9. Mind of a Man – 0:53
10. FWM – 3:14
11. Rivals (feat. Future) – 3:49
12. Tell Me – 8:29
13. Hard II Love – 3:22
14. Stronger – 4:00
15. Champions (feat. Rubén Blades) – 5:17

## Classifiche
| Classifica (2016) | Posizione massima |
| ----------------- | ----------------- |
| Australia         | 5                 |
| Belgio (Fiandre)  | 41                |
| Belgio (Vallonia) | 51                |
| Canada            | 20                |
| Francia           | 69                |
| Germania          | 55                |
| Irlanda           | 77                |
| Paesi Bassi       | 38                |
| Regno Unito       | 7                 |
| Stati Uniti       | 5                 |
| Stati Uniti (R&B) | 1                 |
| Svizzera          | 27                |